# Yao Mawuko Sènaya
Yao Mawuko Sènaya (Lomé, 21 de janeiro de 1974) é um ex-futebolista profissional togolês que atuava como meia.

## Carreira
Yao Mawuko Sènaya representou o elenco da Seleção Togolesa de Futebol no Campeonato Africano das Nações de 1998 e 2000.